# Каррарский мрамор
Каррарский мрамор (итал. marmo di Carrara) — мрамор, добываемый в Апуанских Альпах на территории Каррары. Считается одним из ценнейших сортов мрамора.

## История
Каррарские каменоломни использовались уже в медном веке. В римскую эпоху добыча мрамора приобрела большие масштабы. Начиная с правления Юлия Цезаря каррарский белый мрамор использовался для постройки общественных зданий и домов патрициев. Транспортировка в Рим осуществлялась через порт Луни, благодаря которому мрамор и получил своё латинское название marmor lunensis (с лат. — «лунийский мрамор, мрамор из Луни»). Среди сохранившихся с тех времён объектов из каррарского мрамора — Пантеон и колонна Траяна.
С V века добыча мрамора практически прекращается из-за набегов варваров. Около 1000 г. была основана деревня Каррара, а к 1250 году была возобновлена добыча мрамора, шедшего на строительство церкви в Карраре. После заказа Никколо Пизано на добычу мрамора для строительства баптистерия в Пизе, каррарский мрамор стал снова популярен в Европе. В дальнейшем белый мрамор из Каррары в больших количествах использовался для религиозных сооружений и отделки их интерьера. С каррарским мрамором работали многие итальянские архитекторы и скульпторы, в частности Николо Пизано и Джованни Пизано. Микеланджело лично выбирал блоки для своих произведений, его «Давид» высечен именно из каррарского мрамора. Из него также выполнены фасад Сиенского собора и Мраморная арка в Лондоне.

## Галерея
- «Саркофаг Прозерпины»[англ.], в котором был изначально погребён Карл Великий. Рим, III в. н. э. Сокровищница Ахенского собора
- Пьета, Микеланджело, Собор Святого Петра, Ватикан
- Парадная лестница Городских палат Глазго
- Статуя Джорджа Вашингтона, Гриноу, Смитсоновский музей американского искусства
- Лаокоон и его сыновья, Музей Пио-Клементино, Ватикан
- Санта-Мария-дель-Фьоре, Флоренция; белый облицовочный мрамор из каменоломен Каррары